# Когут Богдан Ігорович
Богдан Ігорович Когут (нар. 10 жовтня 1987, Львів) — український футболіст, воротар рівненського «Вереса».

## Біографія
З 2001 року грає у ДЮФЛ за львівські «Карпат». З 2005 року — гравець ФК «Карпати-2» та молодіжного складу «Карпат». Проте за основну команду так і не дебютував.
З 2009 року на правах оренди виступав за «Спартакус» з Шароволі Люблінського воєводства Польщі, який під керівництвом Богдана Блавацького здобув право виступати у Другій лізі Польщі та переміг у регіональному кубку Замойського округу Польщі.
Після повернення в Україну вступав за «Львів», «Оболонь» та «Севастополь», проте в жодній з команд не затримався надовго.
З сезону 2012—2013 захищав кольори чернівецької «Буковини».
У січні 2014 року покинув клуб. Провів збори з запорізьким «Металургом», однак клуб не підписав контракт з гравцем.
Навесні 2014 року зазнав серйозної травми, на лікування якої пішло півроку. Перебував у статусі вільного агента, і взимку 2015 року повернувся до складу «Буковини», де став капітаном і напевно найголовнішим лідером чернівецької команди.
Улітку 2015 став гравцем молдавського клубу «Зоря» з міста Бєльці, але дебютувати за молдавську команду йому не вдалося. На початку 2016 року Богдан став гравцем чернігівської «Десни», але вже влітку того ж року залишив команду.
У липні 2016 року перейшов до складу рівненського «Вереса», за який виступав до січня 2018 року. У сезоні 2016/17 за «Верес» провів 26 матчів (24 в чемпіонаті і 2 в кубку). У сезоні 2017/18 провів лише три матчі за першу команду (у Кубку України), також провів 9 матчів за команду дублерів. 
В кінці січня 2018 року з'явилася інформація про те, що Богдан стане гравцем луцької «Волині». 29 січня, цю інформацію офіційно підтвердили, контракт за попередньою домовленістю підписаний на 1,5 року. Дебютував у складі «Волині» 6 квітня того ж року в матчі першої ліги проти «Кременя» (3:0). За "хрестоносців" провів півтора сезону, зігравши 25 поєдинків у першій лізі.
У 2019 році виступав за найтитулованішу аматорську команду Рівненщини ОДЕК із Оржева. У 2020 прийняв пропозицію головного тренера рівненського «Вереса» Юрія Вірта повернутися у професійний футбол, ставши основним голкіпером команди.  

## Досягнення
- Переможець Першої ліги України (1): 2020/21
- Бронзовий призер Першої ліги України (3): 2011/12, 2016/17, 2018/19
- Переможець Третьої ліги Польщі (1): 2009/10

## Статистика виступів
| Команда               | Сезон                    | Турнір                      | І  | ПМ   |
| --------------------- | ------------------------ | --------------------------- | -- | ---- |
| «Карпати-2»           | 2005-06                  | Друга ліга                  | 4  | -2   |
| «Карпати-2»           | 2006-07                  | Друга ліга                  | 23 | -31  |
| «Карпати-2»           | 2007-08                  | Друга ліга                  | 7  | -10  |
| «Карпати-2»           | Загалом за Карпати-2     | Загалом за Карпати-2        | 34 | -43  |
| Карпати               | 2008-09                  | Прем'єр-ліга                | 0  | 0    |
| Спартакус (Польща)    | 2009-10                  | 3 Див                       | 13 | -5   |
| Спартакус (Польща)    | Загалом за Спартакус     | Загалом за Спартакус        | 13 | -5   |
| «Львів»               | 2010-11                  | Перша ліга                  | 14 | -14  |
| «Львів»               | Загалом за Львів         | Загалом за Львів            | 14 | -14  |
| «Севастополь»         | 2011-12                  | Перша ліга                  | 1  | 0    |
| «Севастополь»         | Загалом за Севастополь   | Загалом за Севастополь      | 1  | 0    |
| «Севастополь-2»       | 2011-12                  | Друга ліга                  | 9  | -13  |
| «Севастополь-2»       | Загалом за Севастополь-2 | Загалом за Севастополь-2    | 9  | -13  |
| Оболонь» (Київ)       | 2011-12                  | Прем'єр-ліга                | 1  | -1   |
| Оболонь» (Київ)       | Загалом за Оболонь       | Загалом за Оболонь          | 1  | -1   |
| «Буковина» (Чернівці) | 2012-13                  | Перша ліга                  | 33 | -33  |
| «Буковина» (Чернівці) | 2013-14                  | Перша ліга                  | 19 | -13  |
| «Буковина» (Чернівці) | 2013-14                  | Кубок                       | 2  | -2   |
| «Буковина» (Чернівці) | 2014-15                  | Перша ліга                  | 10 | -21  |
| «Буковина» (Чернівці) | Загалом за Буковину      | Загалом за Буковину         | 64 | -69  |
| «Десна» (Чернігів)    | 2015-16                  | Перша ліга                  | 7  | -6   |
| «Верес» (Рівне)       | 2016-17                  | Перша ліга                  | 24 | -24  |
| «Верес» (Рівне)       | 2016-17                  | Кубок                       | 2  | -2   |
| «Верес» (Рівне)       | 2017-18                  | Прем'єр-ліга                | 0  | 0    |
| «Верес» (Рівне)       | 2017-18                  | Кубок                       | 3  | -5   |
| «Верес» (Рівне)       | Загалом за Верес         | Загалом за Верес            | 29 | -31  |
| «Волинь» (Луцьк)      | 2017-18                  | Перша ліга                  | 9  | -5   |
| «Волинь» (Луцьк)      | 2018-19                  | Перша ліга                  | 16 | -19  |
| «Волинь» (Луцьк)      | Загалом за Волинь        | Загалом за Волинь           | 25 | -24  |
| «Верес» (Рівне)       | 2019-20                  | 2 Ліга (стикові матчі)      | 2  | -1   |
| «Верес» (Рівне)       | 2020-21                  | Перша ліга                  | 29 | -20  |
| «Верес» (Рівне)       | 2020-21                  | Кубок                       | 5  | -4   |
| «Верес» (Рівне)       | 2021-22                  | Прем'єр-ліга                | 18 | -20  |
| «Верес» (Рівне)       | 2022-23                  | Прем'єр-ліга                | 28 | -42  |
| «Верес» (Рівне)       | 2022-23                  | Прем'єр-ліга (стикові ігри) | 2  | -2   |
| «Верес» (Рівне)       | 2023-24                  | Прем'єр-ліга                | 13 | -18  |
| «Верес» (Рівне)       | Загалом за Верес         | Загалом за Верес            | 97 | -107 |

Прем'єр-ліга: 60 матчів - 81 пропущениq м'яч;
Перша ліга: 162 матчі - 155 пропущених м'ячів;
Друга ліга: 43 матчі - 56 пропущених м'ячів;
Кубок України: 12 матчів - 13 пропущених м'ячів.